# Mitzi Martin
Pour les articles homonymes, voir Martin.
Mitzi Martin est une actrice américaine née le 27 décembre 1967 à Los Angeles, Californie (États-Unis).
Elle a notamment servi de modèle pour le personnage de Cate Archer (en) dans le jeu vidéo No One Lives Forever.

## Filmographie
- 1991 : Harley Davidson et l'homme aux santiags (Harley Davidson and the Marlboro Man) : The Woman
- 2000 : Franc-jeu (Longshot) : Mrs. Pryce
- 2000 : Eh mec ! Elle est où ma caisse ? (Dude, Where's My Car?) : Alien Jumpsuit Chick #1
- 2001 : Joe La Crasse (Joe Dirt) : Miss Clipper, Teacher
- 2002 : S1m0ne (S1m0ne) : Premiere Audience Member
- 2005 : The Island : Atrium Tour Guide
- 2006 : Stripped Down : Estella